# Certi sogni non si avverano
Certi sogni non si avverano è il terzo album di inediti di Marco Ongaro.
Il disegno della copertina del disco è di Dodi Moscati.

## Descrizione
Terzo album del cantautore: (...) fino a confondersi decisamente col dolore nel terzo disco "Certi sogni non si avverano" (1995); ma ora anche il dolore, come prima l'ironia, è un dolore che ha la placidità non drammatica, e perciò senza catarsi, dei veri classici: Non mi drogo più, E non finisce qui, The lies que vous disiez e la più che sublime Spero che tu stia bene stanno a testimoniarlo."
Il brano Non portartelo a casa se è duro è una traduzione di Marco Ongaro di Don't go home with your hard on del 1977 di Leonard Cohen e Phil Spector inserita nell'album Death of a Ladies' Man.

## Tracce
Testi e musiche di Marco Ongaro.
1. Certi sogni non si avverano – 3:57
2. To S.S.B. – 4:26 (testo: M. Ongaro – musica: M. Ongaro/P. Damato/F. Sartori)
3. E non finisce qui – 4:37
4. The Lies Que Vous Disiez – 5:21 (testo: M. Ongaro – musica: M. Ongaro/R. Ceruti)
5. Non mi drogo più – 4:29
6. L'anno degli arbitri – 2:46
7. Non portartelo a casa se è duro – 5:46 (testo: M. Ongaro - L. Cohen/P. Spector)
8. Spero che tu stia bene – 4:00
9. Scherzi di natura – 2:27
10. La fame romana – 4:10
11. Discesa libera – 3:28
12. Discesa libera – 3:28
13. E non finisce qui – 4:36

## Formazione
- Marco Ongaro - voce, pianoforte e tastiere
- Marco Manusso - chitarre
- Mick Brill - basso
- Massimo Buzzi - batteria
- Federico Troiani - tastiere in 4
- Horatio Hernandez - batteria in 4
- Mike Ogletree - batteria in 5
- Dodi Moscati - voce in 1/3/4/7
- Francesca Ienuso - violoncello in 8
- Paola Del Luca, Dodi Moscati, Marco Manusso - Cori di To S.S.B.

Arragiamenti e produzione artistica: Marco Manusso